# Западные апачи

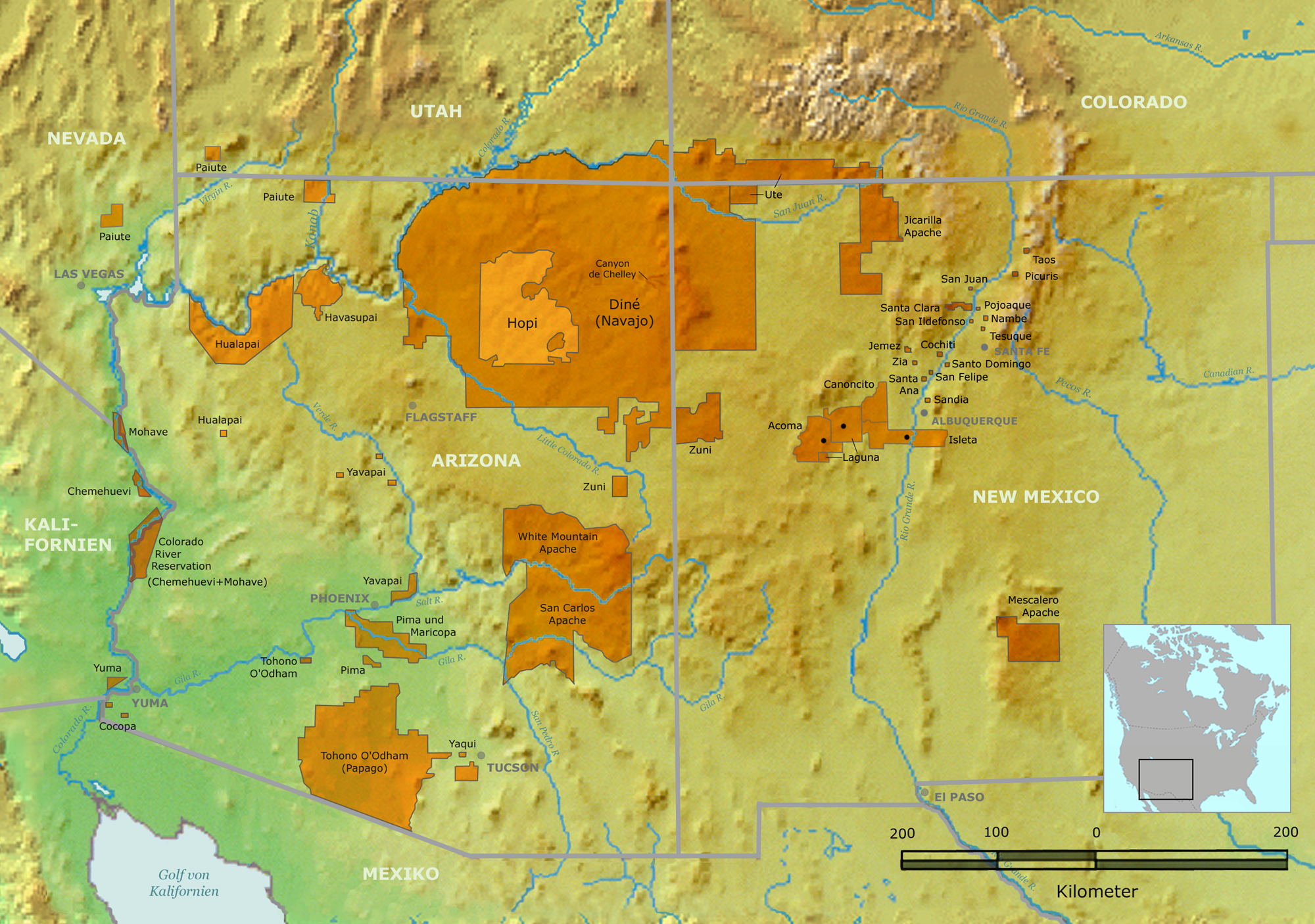
Резервации западных апачей и соседних племён.

За́падные апа́чи (англ. Western Apache) — атабаскоязычная группа племён апачей в восточной и центральной Аризоне, наиболее близки в культурном отношении и образе жизни к навахо. Говорят на западно-апачском языке, распространён также английский.

## История

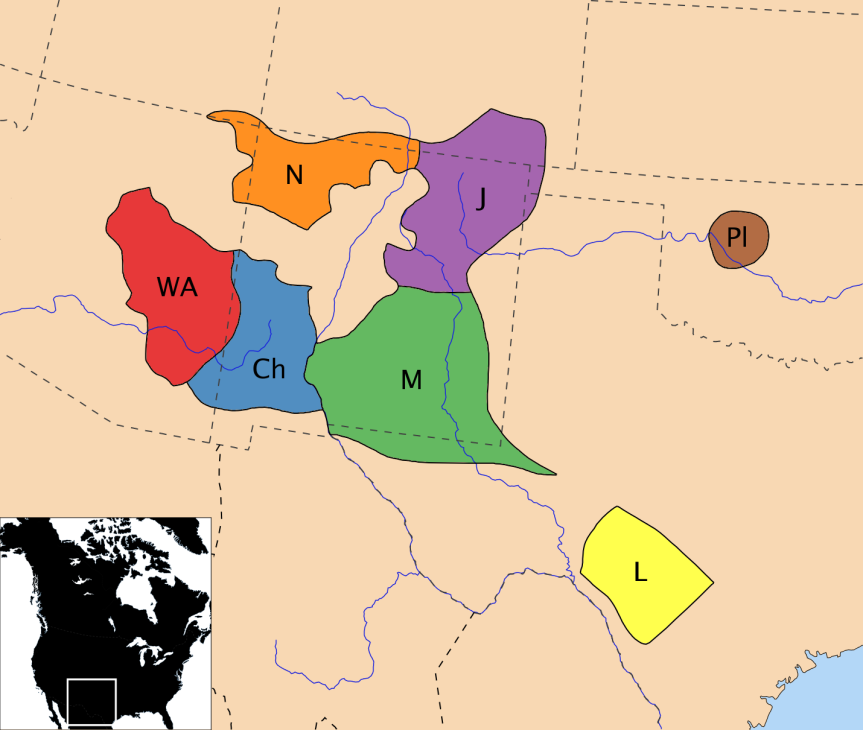
Историческая область расселения апачей в XVIII веке: западные апачи (WA), чирикауа (Ch), мескалеро (M), хикарийя (J), липаны (L), кайова-апачи (PI).

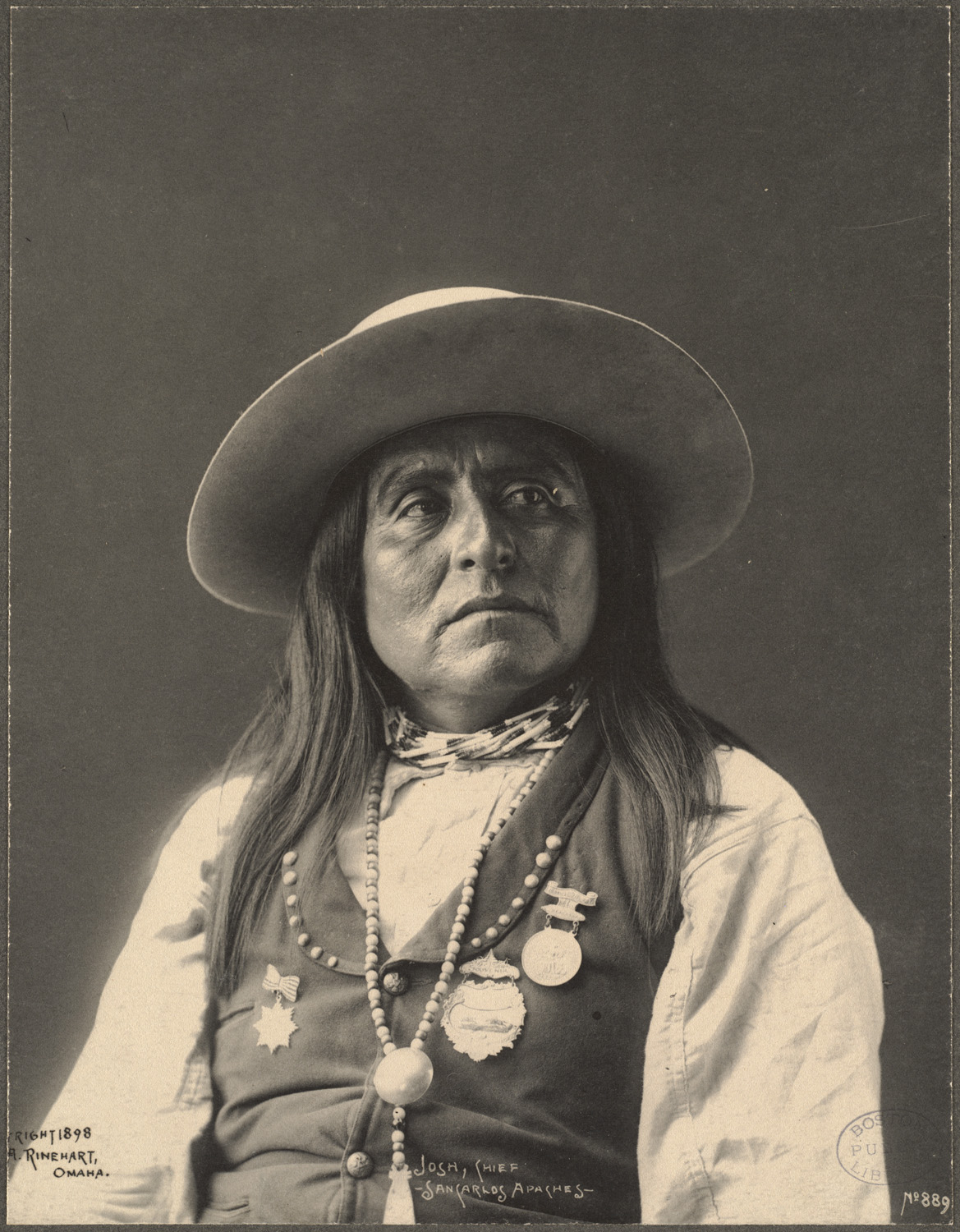
Вождь Джош, сан-карлос апачи, 1898 г.

Неизвестно когда западные апачи впервые появились в Аризоне. Согласно их легендам и преданиям они пришли с севера и поселились в этом районе около 1400 года. Приблизительно к началу XIX века они окончательно разделились на несколько групп, имевших небольшие различия в диалектах. Каждая из этих групп была полностью независима и делилась в свою очередь на несколько подгрупп, состоявших из множества мелких кочевых общин со своим вождём.
Западные апачи никогда не являлись единым племенем. Во время войн с враждебными племенами или европейцами они действовали независимо друг от друга. Только после помещения в резервации западные апачи номинально образовали единый народ с разделением на группы и общины.

## Группы западных апачей
Западные апачи состояли, главным образом, из четырёх основных групп, имевших незначительные культурные и языковые различия.
Уайт-Маунтин (апачи Белых Гор) — были самой большой группой. Они занимали район на востоке Аризоны, были также известны как Сьерра-Бланка.
- Западные уайт-маунтин (Łįįnábáha — Многие идут на войну)
- Восточные уайт-маунтин (Dził Ghą́ʼ  — Народ горных вершин)

Сибеку (Люди красного каньона) — располагались к северу от Уайт-Маунтин.
- Карризо (Tłʼohkʼadigain)
- Сибеку (Dziłghą́ʼé, Dził Tʼaadn — Народ предгорий)
- Каньон-крик (Gołkizhn — Пятнистый сверху народ)

Сан-Карлос — проживали южнее сибеку, в районе гор Санта-Каталина.
- Пикс (Nadah Dogalniné — Люди испорченного мескаля)
- Сан-Карлос (Tsékʼáádn — Настоящие Сан-Карлос)
- Пиналеньо или пиналы (Tʼiisibaan — Люди соснового бора)
- Аривайпа или араваипа (Tséjìné — Люди тёмных скал)

Тонто — жили к северо-западу от Сан-Карлос на южных склонах гор Сан-Франциско и севернее гор Масатсал и Сьерра-Анча.
- Северные тонто
  - Бэлд-маунтин (Dasziné Dasdaayé — Народ дикобраза, сидящего сверху)
  - Фоссил-крик (Tú Dotłʼizh — Народ голубой воды)
  - Мормон-лейк (Dotłʼizhi Haʼitʼ)
  - Ок-крик (Tsé Hichii — Люди слоистых красных скал)
- Южные тонто

## Численность
Ко времени первой встречи с испанцами западные апачи предположительно имели численность около 5000 человек. Численность западных апачей в 2000 году превышала 22 тыс. человек, из них 12 107 были Уайт-Маунтин и 9716 Сан-Карлос апачи.